# Eagles (album 1978)
Eagles (1978) – unikatowy album  kompilacyjny country rockowej grupy Eagles, wydany w Japonii w 1978 roku nakładem wytwórni płytowej Asylum Records  pod numerem katalogowym FCPA1036 (tłoczenie Warner-Pioneer).  Rozpowszechniany jedynie na pocztowe zamówienie za pośrednictwem CBS/Sony Family Club.

## Lista utworów
| A1. | "Hotel California"                                             | 6.30  |
|     | (Don Felder, Don Henley, Glen Frey) śpiew – Don Henley         |       |
| A2. | "Take It Easy"                                                 | 3.29  |
|     | (Clyde Jackson Browne, Glen Frey) śpiew – Glen Frey            |       |
| A3. | "Witchy Woman"                                                 | 4.10  |
|     | (Don Henley, Bernie Leadon) śpiew - Don Henley                 |       |
| A4. | "Desperado)"                                                   | 3.33  |
|     | Don Henley, Glenn Frey) śpiew – Don Henley                     |       |
| A5. | "New Kid in Town"                                              | 5.04  |
|     | (Don Henley, Glenn Frey, J.D. Souther) śpiew – Glenn Frey      |       |
| B1. | "One of These Nights"                                          | 4.51  |
|     | (Don Henley, Glenn Frey) śpiew – Don Henley                    |       |
| B2. | "Lyin' Eyes"                                                   | 6.21  |
|     | (Don Henley, Glenn Frey) śpiew – Glenn Frey                    |       |
| B3. | "Tequila Sunrise"                                              | 2.52  |
|     | (Don Henley, Glenn Frey) śpiew – Glenn Frey                    |       |
| B4. | "Take it to the Limit"                                         | 4.48  |
|     | (Randy Meisner , Don Henley, Glenn Frey) śpiew – Randy Meisner |       |
| B5. | "Best Of My Love"                                              | 4.35  |
|     | (Don Henley, Glenn Frey, J.D. Souther) śpiew – Don Henley      |       |
|     |                                                                | 46:13 |
|     |                                                                |       |